# Sam Field
Samuel "Sam" Field (Grimsby, 8 mei 1998) is een Engels voetballer die doorgaans als centrale middenvelder speelt. Hij stroomde in 2016 door vanuit de jeugd van West Bromwich Albion.

## Clubcarrière
Field is afkomstig uit de jeugdacademie van West Bromwich Albion. Op 15 mei 2016 debuteerde hij in de Premier League tegen Liverpool. Hij verving na 86 minuten James McClean. Op 28 augustus 2016 kreeg de middenvelder zijn eerste basisplaats tegen Middlesbrough.

## Clubstatistieken
| Seizoen     | Club                | Competitie       | Competitie | Competitie | Competitie | Beker | Beker | Beker | Internationaal | Internationaal | Internationaal | Totaal | Totaal | Totaal |
| Seizoen     | Club                | Competitie       | Wed.       | Dlp.       | Ass.       | Wed.  | Dlp.  | Ass.  | Wed.           | Dlp.           | Ass.           | Wed.   | Dlp.   | Ass.   |
| ----------- | ------------------- | ---------------- | ---------- | ---------- | ---------- | ----- | ----- | ----- | -------------- | -------------- | -------------- | ------ | ------ | ------ |
| 2015/16     | West Brom           | Premier League   | 1          | 0          | 0          | 0     | 0     | 0     | —              | —              | —              | 1      | 0      | 0      |
| 2016/17     | West Brom           | Premier League   | 8          | 0          | 0          | 0     | 0     | 0     | —              | —              | —              | 8      | 0      | 0      |
| 2017/18     | West Brom           | Premier League   | 10         | 1          | 0          | 2     | 0     | 0     | —              | —              | —              | 12     | 1      | 0      |
| 2018/19     | West Brom           | EFL Championship | 12         | 1          | 0          | 6     | 0     | 0     | —              | —              | —              | 18     | 1      | 0      |
| Club Totaal | Club Totaal         | Club Totaal      | 31         | 2          | 0          | 8     | 0     | 0     | 0              | 0              | 0              | 39     | 2      | 0      |
| 2019/20     | → Charlton Athletic | EFL Championship | 17         | 0          | 1          | 1     | 0     | 0     | —              | —              | —              | 18     | 0      | 1      |
| Club Totaal | Club Totaal         | Club Totaal      | 17         | 0          | 1          | 1     | 0     | 0     | 0              | 0              | 0              | 18     | 0      | 1      |
| 2020/21     | West Brom           | Premier League   | 3          | 0          | 0          | 2     | 0     | 0     | —              | —              | —              | 5      | 0      | 0      |
| Club Totaal | Club Totaal         | Club Totaal      | 34         | 2          | 0          | 10    | 0     | 0     | 0              | 0              | 0              | 44     | 2      | 0      |
| 2020/21     | → QPR               | EFL Championship | 19         | 1          | 0          | 0     | 0     | 0     | —              | —              | —              | 19     | 1      | 0      |
| 2021/22     | QPR                 | EFL Championship | 29         | 0          | 0          | 0     | 0     | 0     | —              | —              | —              | 29     | 0      | 0      |
| 2022/23     | QPR                 | EFL Championship | 46         | 2          | 2          | 2     | 1     | 0     | —              | —              | —              | 48     | 3      | 2      |
| Club Totaal | Club Totaal         | Club Totaal      | 94         | 3          | 2          | 2     | 1     | 0     | 0              | 0              | 0              | 96     | 4      | 2      |
| TOTAAL      | TOTAAL              | TOTAAL           | 145        | 5          | 3          | 13    | 1     | 0     | 0              | 0              | 0              | 158    | 6      | 3      |

## Interlandcarrière
Field kwam reeds uit voor meerdere Engelse nationale jeugdelftallen. In 2016 debuteerde hij in Engeland –19.